# Helmut Dähne
Helmut Dähne (Altenmarkt im Pongau, 29 novembre 1944) è un pilota motociclistico tedesco, detentore del primato sul giro al vecchio Nürburgring e ritiratosi dall'attività agonistica nel 2004.

## Biografia
Dähne ha preso parte solo a 2 GP del motomondiale: le edizioni 1972 e 1974 del Tourist Trophy. Queste rimasero le sue uniche presenze anche perché la sua altezza sopra la norma (190 cm) era accolta con difficoltà dalle moto da Gran Premio, ma gareggiò nelle gare di endurance per le moto derivate da serie. Dagli anni settanta agli anni novanta ha corso nei più lunghi circuiti motociclistici del mondo, dai 20 km del Nürburgring Nordschleife ai 60 km dello Snaefell Mountain Course nel Tourist Trophy dell'Isola di Man.
Dähne, che nel 1961 era un ragazzino che lavorava negli stabilimenti di motociclette BMW come meccanico, dal 1976 divenne collaudatore per l'azienda tedesca di pneumatici Metzeler con il compito di occuparsi dei clienti direttamente sui campi di gara. In seguito gli sono affidate le pubbliche relazioni, vista anche la sua notevole reputazione.
Dal 1965 al 1971 partecipò perlopiù a gare fuoristrada, incominciando a gareggiare su strada dal 1968 con la vittoria nella gara in salita di Sudelfeld, sulle Alpi bavaresi. Dal 1972 al 1986 prese parte a 23 gare al TT dell'Isola di Man..
Partecipò anche ai campionati "Seriensport" tedeschi dove gareggiavano moto stradali, potendo testare e mostrare le moto che le varie aziende gli affidavano. Nel 1973 vinse il primo di questi campionati tedeschi nella classe 1000cc vincendone 15 in carriera, l'ultimo nel 1993. Nella 1000 km di Hockenheim, evento del sabato di Pasqua dove team di 2 piloti cercando di percorrere la distanza nel più breve tempo possibile, Dähne e i suoi compagni si sono imposti in 18 delle 26 partecipazioni. L'ultimo successo è del 2001. Dähne entrò anche in gare più competitive, come il campionato del mondo Endurance, nel quale arrivò 3º nel 1980 alla guida di una Honda semi-privata.
Nella 8 ore del Nürburgring, quando il circuito era ancora di 22,8 km, lui e il suo compagno Alois Tost finirono 2º dietro una Honda RCB ufficiale
L'ultima partecipazione a un GP lungo e difficile è datata 1976 all'Isola di Man e 1980 al Nürburgring. Il circuito tedesco venne accorciato da 22,8 a 20,8 km nel 1983, mentre il moderno circuito di 4,5 km è stato aperto nel 1984, per rendere più sicure le gare.
Per gli entusiasti che volevano ancora confrontarsi con l'Inferno Verde (cioè col Nordschleife), in giri cronometrati erano disponibili le gare offerte dal Seriensport Zuverlässigkeitsfahrten (Zuvi, gare di affidabilità ), che consistevano in un singolo giro cronometrato da percorrere in solitaria, togliendo almeno i rischi legati alle collisioni tra piloti. Inoltre, le moto dovevano essere omologate per girare su strada, con l'obbiettivo di diminuire i costi e le velocità.
Dähne realizzò il primo dei suoi record nell'agosto 1988 con una Suzuki GSX-R in 7:55.07. Negli anni successivi realizzò 7:53.08 con una Honda RC30 nel luglio 1990, 7:50.71 nel giugno 1992 fino allo 7:49:71 del 23 maggio 1993 con una Metzeler ME Z1. Dopo l'evento 1993, venne prodotto un video on-board, dove Dähne compie un altro giro, circa 10 secondi più lento, portandosi appresso la videocamera.
Il 2 luglio 1994, Dähne non prende parte allo Zuvi (vinto da Herbert Mandelartz con 7:55.78 min) per ritornare a correre all'isola di Man per la 24ª,25ª e 26ª volta. Al TT ebbe come miglior tempo 19:45, ma in una caduta si fratturò la tibia e rimase fermo un anno.
Nessun'altra gara motociclistica venne disputata al Nordschleife dopo il 1994 e, dato che l'omologazione come circuito motociclistico non venne rinnovata, non vennero organizzate altre prove cronometrate ufficiali. Per questo Dähne rimarrà il detentore ufficiale del tempo record, con il tempo di 7:49.71 realizzato nel 1993.
Nel 1996, mentre stava svolgendo un test per una rivista, Dähne cadde nella sezione del Fuchsröhre, una delle più veloci del Nordschleife. Dopo questa caduta continuò a correre nelle gare in circuito, ma finì solo 3º nelle classifiche del 1997 e del 1998, peggiorando ulteriormente negli anni successivi. Dopo aver vinto altre due 1000 km di Hockenheim nel 2001 e 2002, una caduta nel 2004 mise fine alla sua carriera sportiva, a 60 anni. Helmut Dähne è apparso in diversi altri video e articoli di riviste dove si comparano moto o moto e auto.

## Risultati nel motomondiale
| 1972 | Classe | Moto   |   |   |   |   |    |   |   |    |   |   |   |   |   | Punti | Pos. |
| ---- | ------ | ------ | - | - | - | - | -- | - | - | -- | - | - | - | - | - | ----- | ---- |
| 1972 | 350    | Yamaha | - | - | - | - | 21 | - | - | NE | - | - | - | - | - | 0     |      |

| 1974 | Classe | Moto |  |  |  |  |    |  |  |  |  |  |  |  |  | Punti | Pos. |
| ---- | ------ | ---- |  |  |  |  | -- |  |  |  |  |  |  |  |  | ----- | ---- |
| 1974 | 500    | BM   |  |  |  |  | 32 |  |  |  |  |  |  |  |  | 0     |      |

| Legenda | 1º posto        | 2º posto            | 3º posto            | A punti      | Senza punti        | Grassetto – Pole position Corsivo – Giro più veloce |
| Legenda | Gara non valida | Non qual./Non part. | Ritirato/Non class. | Squalificato | '-' Dato non disp. | Grassetto – Pole position Corsivo – Giro più veloce |